# Interestatal 10 en California
En el estado estadounidense de California, la Interestatal 10, es la principal carretera interestatal de este-oeste en el Sur de Estados Unidos, y pasa de este por Santa Mónica (California), en el Océano Pacífico, sobre Los Ángeles y San Bernardino hacia la frontera con Arizona. En el área de Los Ángeles, es conocida como la Autovía Santa Monica y la Autovía San Bernardino, conectada por una pequeña concurrencia en la Interestatal 5 (la Autovía Golden State) en el East Los Angeles Interchange. En el East LA Interchange, una pequeña sección de la Autovía San Bernardino al oeste de la I-5 forma parte de la legislatura de definición de la Ruta 10, pero no está designada como la Interestatal 10. Esta sección de la autovía, que anteriormente fue la Interestatal 110 hasta 1968, está señalizada como la I-10 este y la U.S. Route 101 (sus terminales, en la Autovía Santa Ana) oeste.
Esta ruta es parte del Sistema de Autovías y Vías Expresas de California y es eligible para el Sistema de Carreteras Escénicas.

## Descripción de la ruta

### Autovía Santa Mónica

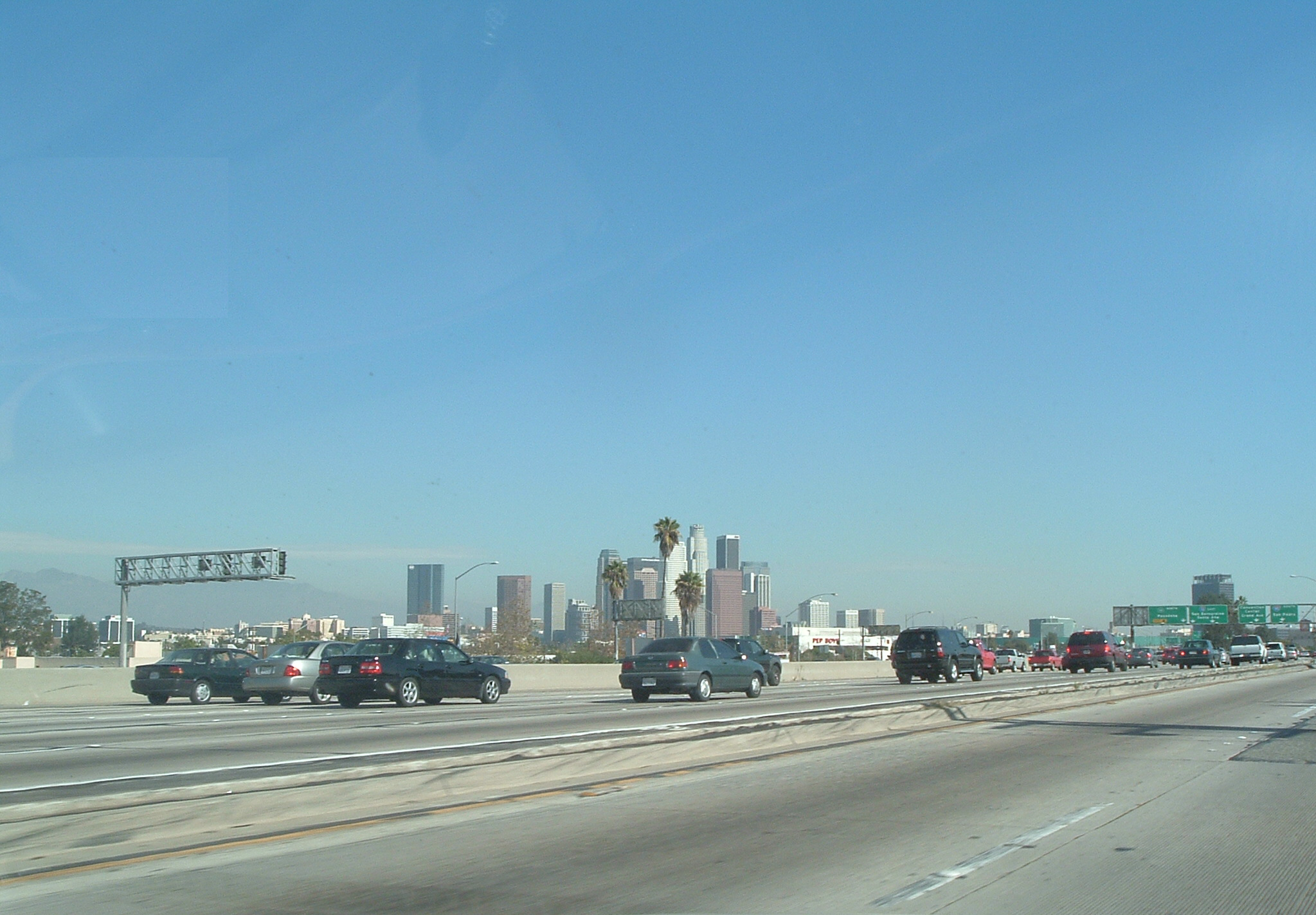
Centro de Los Ángeles visto desde la autovía.

La Autovía Santa Monica o el Santa Monica Freeway es el segmento más al oeste de la Interestatal 10, que inicia desde la terminal occidental de la I-10 en el Pacific Coast Highway en Santa Mónica (California) terminando en el centro de Los Ángeles en la famosa East Los Angeles Interchange.

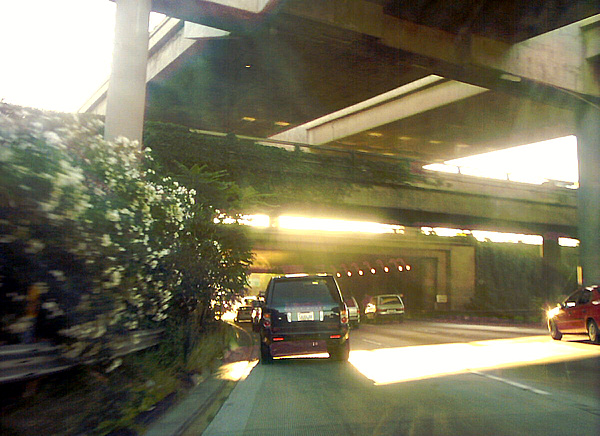
La Autovía de intercambio Santa Mónica con la Autovía Harbor, vista desde el tráfico con sentido oeste hacia Santa Mónica